# STS-29
STS-29 — космический полёт MTKK «Дискавери» по программе «Спейс Шаттл» (28-й полёт программы, 8-й полёт для «Дискавери» и третий полёт шаттла после гибели «Челленджера»). Основной целью миссии STS-29 было запуск американского коммуникационного спутника передачи данных TDRS-4.

## Экипаж
- (НАСА): Майкл Коутс (2)[4] — командир;
- (НАСА): Джон Блаха (1) — пилот;
- (НАСА): Джеймс Бейгиан (1) — специалист по программе полёта-1;
- (НАСА): Джеймс Бакли (3) — специалист по программе полёта-2;
- (НАСА): Роберт Спрингер (1) — специалист по программе полёта-3.

Экипаж STS-29 практически полностью совпадает с составом экспедиции 61-H. Однако, 17 марта 1988 года, когда НАСА объявило экипаж, вместо Анны Фишер специалистом по программе полёта-1 был назначен Джеймс Бейгиан.

## Параметры полёта
- Вес:
  - при старте — 116 281 кг;
  - при посадке — 88 353 кг;
- Грузоподъёмность — 17 280 кг;
- Наклонение орбиты — 28,5°;
- Период обращения — 90,6 мин;
- Высота орбиты  — 341 км.

### TDRS
Помимо проведения научных экспериментов, в задачи STS-29 входили запуск и вывод на орбиту спутника-ретранслятора TDRS-4 (так же TDRS-D, от англ. Tracking and Data Relay Satellite). TDRS-4 (D) был выведен на расчётную орбиту 13 марта. После завершения испытаний и ввода спутника в эксплуатацию, система TDRSS 25 октября 1989 года была объявлена полностью функционирующей. TDRS-4 работает в точке 41° з. д. на орбите с наклонением 2,90°.

## Эмблема
На эмблеме STS-29 была впервые предпринята попытка сделать трёхмерность изображения (сложенная лента окантовки). Стилизованное изображение работы двигателей системы орбитального маневрирования (OMS, от англ. Orbital Maneuvering System) символизирует один из самых динамичных моментов полёта шаттла и подчеркивает решимость продолжать передовые космические исследования. Семь звёзд, разделяющие имена членов экипажа STS-29 на окантовке, символизируют семерых погибших астронавтов «Челленджера».